# إليزابيث بارتليت غرانيس
إليزابيث بارتليت غرانيس (بالإنجليزية: Elizabeth Bartlett Grannis)‏ هي سفرجات أمريكية، ولدت في 27 مارس 1840 في هارتفورد في الولايات المتحدة، وتوفيت في 22 مارس 1926.